# هامات بيلينغز
كان تشارلز هولاند هامات بيلينغز ( 1818-1874 ) فنانًا ومهندسًا معماريًا من بوسطن، ماساتشوستس.
من بين أعماله الرسوم التوضيحية الأصلية لكوخ العم توم (الطبعة الأولى وطبعة 1853 الموسعة)، والنصب التذكاري الوطني للأجداد، ونصب الحرب الأهلية في كونكورد، ماساتشوستس، والـ19- مظلة من الجرانيت من القرن (استبدلت منذ ذلك الحين) لنصب صخرة بليموث التذكاري. عمل لعدة سنوات مع شقيقه جوزيف إدوارد بيلينغز، وهو أيضًا مهندس معماري.
كان فنانًا لأحد الرسوم المشهورة لمعركة ليكسينغتون.

## معرض الصور

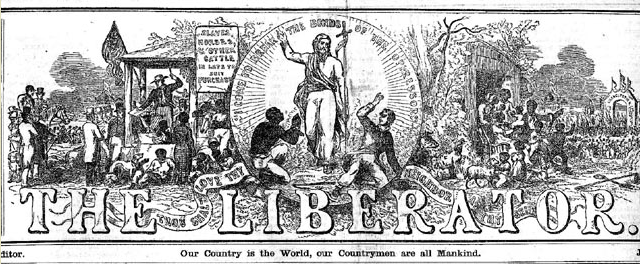
محرر التسمية الرئيسية، صممه Billings 1850
رسم توضيحي من كوخ العم توم، 1853
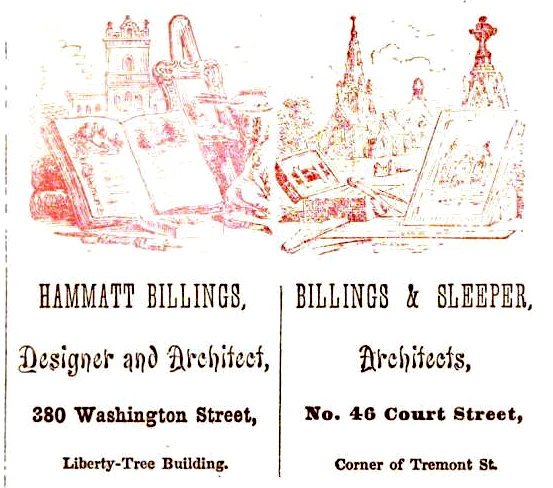
1853 إعلان عن "هامات بيلينغز، مصمم ومهندس معماري"
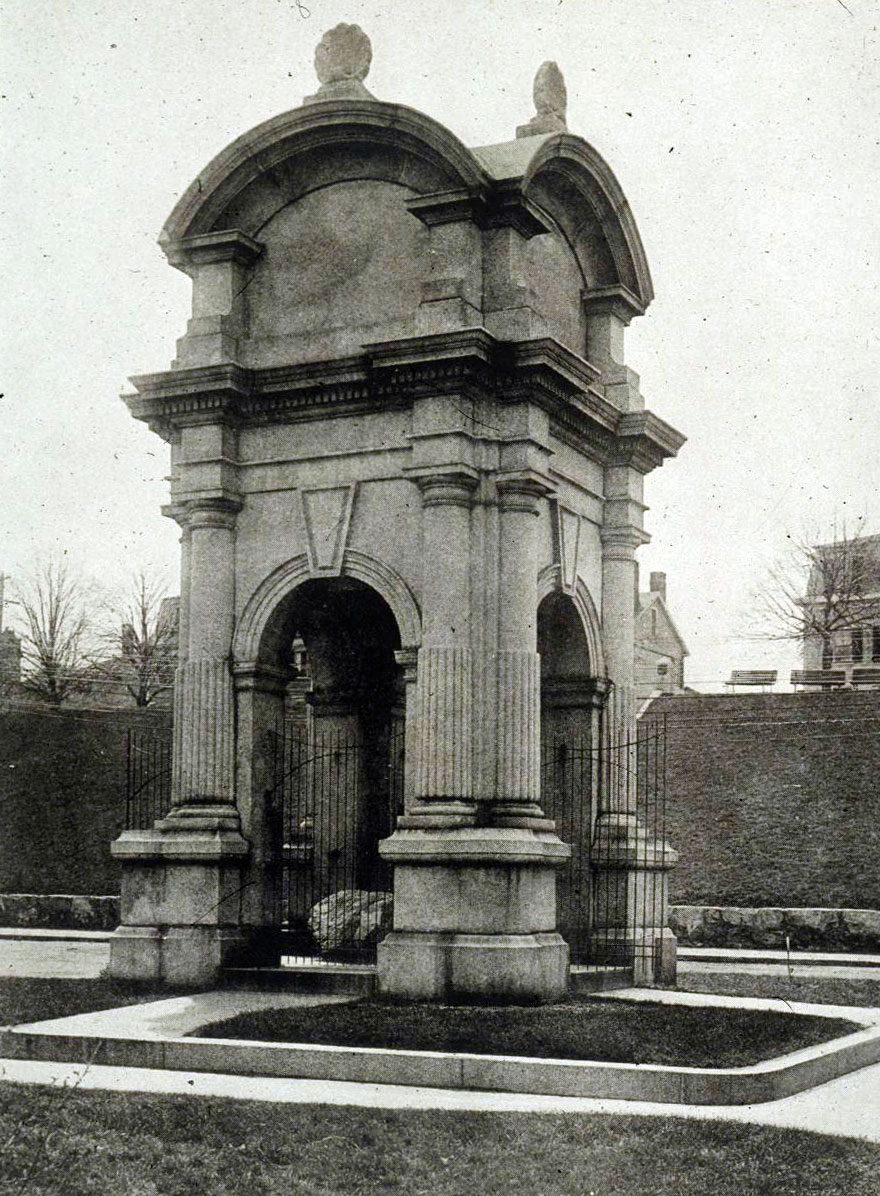
مظلة صخرة بليموث، 1867 (استبدلت عام 1920)

## روابط خارجية
- مؤلفات Hammatt Billings في مشروع غوتنبرغ
- Hammatt Billings في مستندات مكتبة الكونغرس، مع 35 كتالوج للسجلات